# Internazionali d'Italia 2005 - Qualificazioni singolare femminile
Le qualificazioni del singolare femminile degli Internazionali d'Italia 2005 sono state un torneo di tennis preliminare per accedere alla fase finale della manifestazione. I vincitori dell'ultimo turno sono entrati di diritto nel tabellone principale. In caso di ritiro di uno o più giocatori aventi diritto a questi sono subentrati i lucky loser, ossia i giocatori che hanno perso nell'ultimo turno ma che avevano una classifica più alta rispetto agli altri partecipanti che avevano comunque perso nel turno finale.
Le qualificazioni del torneo prevedevano 32 partecipanti di cui 8 sono entrati nel tabellone principale.

## Teste di serie
1. Virginia Ruano Pascual (ultimo turno)
2. Assente
3. Abigail Spears (primo turno)
4. Tetjana Perebyjnis (Qualificata)
5. Claudine Schaul (primo turno)
6. Juliana Fedak (Qualificata)
7. Marta Marrero (primo turno)
8. Stéphanie Foretz Gacon (ultimo turno)

1. Al'ona Bondarenko (ultimo turno)
2. Ľubomíra Kurhajcová (primo turno)
3. Emmanuelle Gagliardi (ultimo turno)
4. Catalina Castaño (Qualificata)
5. Stéphanie Cohen-Aloro (Qualificata)
6. Angela Haynes (Qualificata)
7. Sanda Mamić (Qualificata)
8. Mara Santangelo (primo turno)

## Qualificati
1. Stéphanie Cohen-Aloro
2. Catalina Castaño
3. Ľubomíra Kurhajcová
4. Tetjana Perebyjnis

1. Angela Haynes
2. Juliana Fedak
3. Mara Santangelo
4. Sanda Mamić

## Tabellone

### Legenda
| - Q = Qualificato - WC = Wild card - LL = Lucky loser | - ALT = Alternate - SE = Special Exempt - PR = Protected Ranking | - w/o = Walkover - r = Ritirato - d = Squalificato |

### Sezione 1
|  | Primo turno | Primo turno            | Primo turno            | Primo turno | Primo turno |  |  | Ultimo turno | Ultimo turno           | Ultimo turno | Ultimo turno | Ultimo turno |  |
|  |             |                        |                        |             |             |  |  |              |                        |              |              |              |  |
|  | 1           | Virginia Ruano Pascual | Virginia Ruano Pascual | 6           | 7           |  |  |              |                        |              |              |              |  |
|  |             | Giulia Casoni          | Giulia Casoni          | 2           | 5           |  |  | 1            | Virginia Ruano Pascual | 6            | 2            | 5            |  |
|  | 13          | Stéphanie Cohen-Aloro  | Stéphanie Cohen-Aloro  | 6           | 6           |  |  | 13           | Stéphanie Cohen-Aloro  | 3            | 6            | 7            |  |
|  |             | Shikha Uberoi          | Shikha Uberoi          | 1           | 4           |  |  |              |                        |              |              |              |  |

### Sezione 2
|  | Primo turno   | Primo turno      | Primo turno   | Primo turno | Primo turno |  |  | Ultimo turno | Ultimo turno     | Ultimo turno     | Ultimo turno | Ultimo turno |  |
|  |               |                  |               |             |             |  |  |              |                  |                  |              |              |  |
|  | Rita Kuti Kis | Rita Kuti Kis    | Rita Kuti Kis | 6           | 6           |  |  |              |                  |                  |              |              |  |
|  | Els Callens   | Els Callens      | Els Callens   | 4           | 1           |  |  |              | Rita Kuti Kis    | Rita Kuti Kis    | 3            | 2            |  |
|  | 12            | Catalina Castaño | 6             | 5           | 6           |  |  | 12           | Catalina Castaño | Catalina Castaño | 6            | 6            |  |
|  |               | Sara Errani      | 4             | 7           | 4           |  |  |              |                  |                  |              |              |  |

### Sezione 3
|  | Primo turno | Primo turno           | Primo turno           | Primo turno | Primo turno |  |  | Ultimo turno          | Ultimo turno          | Ultimo turno | Ultimo turno | Ultimo turno |  |
|  |             |                       |                       |             |             |  |  |                       |                       |              |              |              |  |
|  |             | Adriana Serra Zanetti | Adriana Serra Zanetti | 6           | 6           |  |  |                       |                       |              |              |              |  |
|  | 3           | Abigail Spears        | Abigail Spears        | 2           | 3           |  |  | Adriana Serra Zanetti | Adriana Serra Zanetti | 65           | 6            | 3            |  |
|  |             | Ľubomíra Kurhajcová   | Ľubomíra Kurhajcová   | 7           | 6           |  |  | Ľubomíra Kurhajcová   | Ľubomíra Kurhajcová   | 7            | 2            | 6            |  |
|  | 10          | Tat'jana Panova       | Tat'jana Panova       | 5           | 0           |  |  |                       |                       |              |              |              |  |

### Sezione 4
|  | Primo turno | Primo turno          | Primo turno          | Primo turno | Primo turno |  |  | Ultimo turno | Ultimo turno         | Ultimo turno | Ultimo turno | Ultimo turno |  |
|  |             |                      |                      |             |             |  |  |              |                      |              |              |              |  |
|  | 4           | Tetjana Perebyjnis   | 6                    | 2           | 6           |  |  |              |                      |              |              |              |  |
|  |             | Silvija Talaja       | 3                    | 6           | 1           |  |  | 4            | Tetjana Perebyjnis   | 4            | 6            | 6            |  |
|  | 11          | Emmanuelle Gagliardi | Emmanuelle Gagliardi | 6           | 6           |  |  | 11           | Emmanuelle Gagliardi | 6            | 4            | 0            |  |
|  |             | Kateřina Böhmová     | Kateřina Böhmová     | 4           | 3           |  |  |              |                      |              |              |              |  |

### Sezione 5
|  | Primo turno | Primo turno     | Primo turno     | Primo turno | Primo turno |  |  | Ultimo turno | Ultimo turno  | Ultimo turno | Ultimo turno | Ultimo turno |  |
|  |             |                 |                 |             |             |  |  |              |               |              |              |              |  |
|  |             | Giulia Gabba    | Giulia Gabba    | 6           | 6           |  |  |              |               |              |              |              |  |
|  | 5           | Claudine Schaul | Claudine Schaul | 2           | 3           |  |  |              | Giulia Gabba  | 6            | 4            | 0            |  |
|  | 14          | Angela Haynes   | Angela Haynes   | 6           | 6           |  |  | 14           | Angela Haynes | 4            | 6            | 6            |  |
|  |             | Sun Tiantian    | Sun Tiantian    | 3           | 2           |  |  |              |               |              |              |              |  |

### Sezione 6
|  | Primo turno | Primo turno       | Primo turno       | Primo turno | Primo turno |  |  | Ultimo turno | Ultimo turno      | Ultimo turno      | Ultimo turno | Ultimo turno |  |
|  |             |                   |                   |             |             |  |  |              |                   |                   |              |              |  |
|  | 6           | Juliana Fedak     | Juliana Fedak     | 6           | 6           |  |  |              |                   |                   |              |              |  |
|  |             | Sandra Kleinová   | Sandra Kleinová   | 4           | 3           |  |  | 6            | Juliana Fedak     | Juliana Fedak     | 6            | 6            |  |
|  | 9           | Al'ona Bondarenko | Al'ona Bondarenko | 6           | 6           |  |  | 9            | Al'ona Bondarenko | Al'ona Bondarenko | 3            | 3            |  |
|  |             | Elena Baltacha    | Elena Baltacha    | 1           | 2           |  |  |              |                   |                   |              |              |  |

### Sezione 7
|  | Primo turno | Primo turno     | Primo turno     | Primo turno | Primo turno |  |  | Ultimo turno    | Ultimo turno    | Ultimo turno | Ultimo turno | Ultimo turno |  |
|  |             |                 |                 |             |             |  |  |                 |                 |              |              |              |  |
|  |             | Li Ting         | 0               | 7           | 6           |  |  |                 |                 |              |              |              |  |
|  | 7           | Marta Marrero   | 6               | 63          | 1           |  |  | Li Ting         | Li Ting         | 4            | 6            | 4            |  |
|  |             | Mara Santangelo | Mara Santangelo | 6           | 6           |  |  | Mara Santangelo | Mara Santangelo | 6            | 4            | 6            |  |
|  | 16          | Selima Sfar     | Selima Sfar     | 1           | 0           |  |  |                 |                 |              |              |              |  |

### Sezione 8
|  | Primo turno | Primo turno     | Primo turno     | Primo turno | Primo turno |  |  | Ultimo turno | Ultimo turno   | Ultimo turno   | Ultimo turno | Ultimo turno |  |
|  |             |                 |                 |             |             |  |  |              |                |                |              |              |  |
|  | 8           | S Foretz Gacon  | 2               | 6           | 6           |  |  |              |                |                |              |              |  |
|  |             | Maret Ani       | 6               | 3           | 3           |  |  | 8            | S Foretz Gacon | S Foretz Gacon | 4            | 5            |  |
|  | 15          | Sanda Mamić     | Sanda Mamić     | 6           | 6           |  |  | 15           | Sanda Mamić    | Sanda Mamić    | 6            | 7            |  |
|  |             | Julia Vakulenko | Julia Vakulenko | 1           | 4           |  |  |              |                |                |              |              |  |